# Vittalaenjärvi
Vittalaenjärvi är en sjö i Pajala kommun i Norrbotten och ingår i Torneälvens huvudavrinningsområde. Sjön har en area på 0,0383 kvadratkilometer och ligger 203 meter över havet. Vittalaenjärvi ligger i Torne och Kalix älvsystem Natura 2000-område.

## Delavrinningsområde
Vittalaenjärvi ingår i det delavrinningsområde (747707-181092) som SMHI kallar för Mynnar i Liviöjoki. Medelhöjden är 183 meter över havet och ytan är 49,59 kvadratkilometer. Det finns inga avrinningsområden uppströms utan avrinningsområdet är högsta punkten. Peräjäjoki som avvattnar avrinningsområdet har biflödesordning 3, vilket innebär att vattnet flödar genom totalt 3 vattendrag innan det når havet efter 220 kilometer. Avrinningsområdet består mestadels av skog (41 procent) och sankmarker (55 procent). Avrinningsområdet har 0,09 kvadratkilometer vattenytor vilket ger det en sjöprocent på 0,2 procent.